# HD 125288
HD 125288，又名CP-55 5984，SAO 241641、HR 5358，是一颗恒星，视星等为4.33，位于銀經315.05，銀緯4.38，其B1900.0坐标为赤經14h 13m 20.2s，赤緯-55° 4.38′ 32″。